# Gävleborgs län
Koordinaten: 61° 27′ N, 16° 29′ O

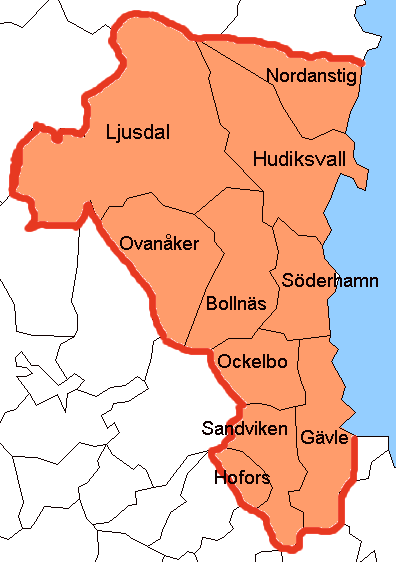
Gävleborgs län

Gävleborgs län ist eine Provinz (län) in Schweden.
Gävleborgs län liegt im südöstlichen Norrland und umfasst die gesamte historische Provinz Gästrikland sowie den größten Teil von Hälsingland (außer einem Gebiet um Ytterhogdal, heute Jämtlands län). Zu Gävleborgs län gehört zudem ein Teil des historischen Dalarna um Tandsjöborg. Das Län wurde 1762 gegründet, als es von Västernorrlands län abgespalten wurde. Es umfasste damals auch Härjedalen, das 1810 zu Jämtlands län überging.

## Geographie
Das Territorium von Gävleborgs län macht 4,4 % der Fläche des schwedischen Staatsgebietes aus.

## Vorgeschichte

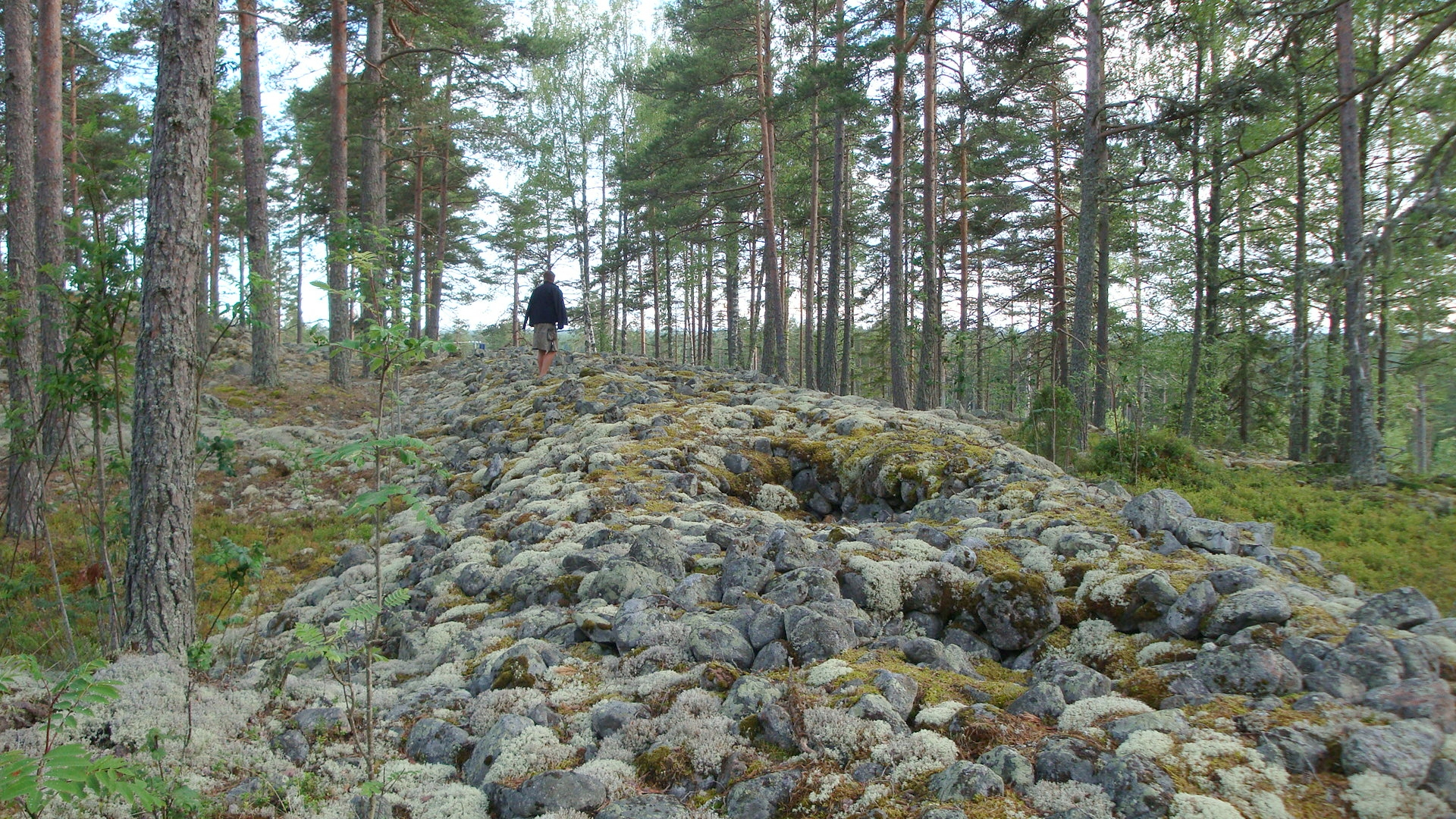
Die Langröse bei Svartvik nördlich von Söderhamn ist etwa 40,0 Meter lang

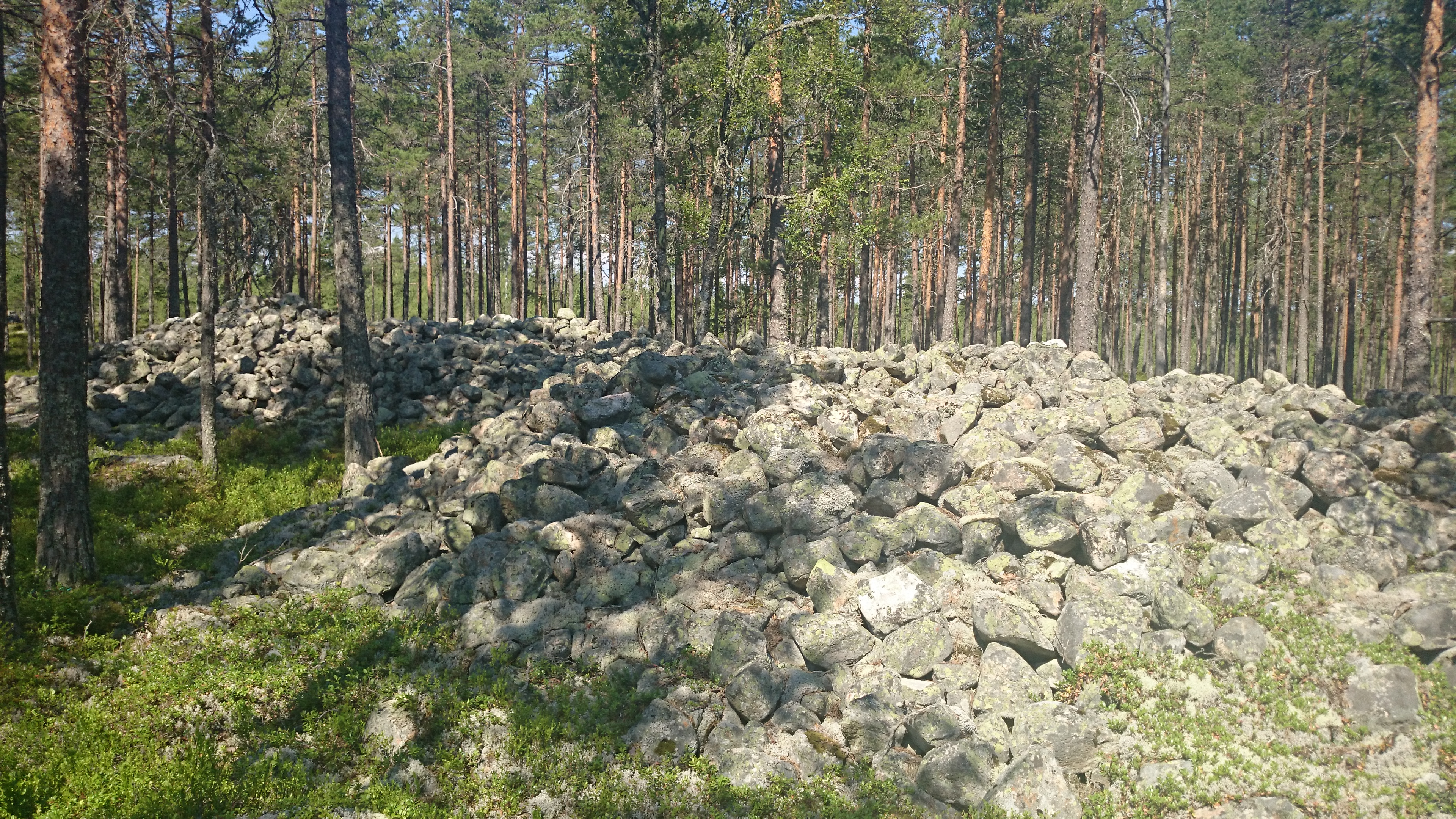
Röse auf dem Gräberfeld von Rogsta

Das Kirchspiel Rogsta hat viele erhaltene Reste aus der Bronzezeit, darunter ein Drittel aller Langrösen Schwedens. Alle wurden an der ehemaligen Küste errichtet und liegen heute aufgrund der Landhebung etwa 25,0 Meter über dem Meeresspiegel.
Es gibt 478 Rösen in Gävleborgs län davon sind 32 Långrösen. Sie liegen zwischen Söderhamn und Sundsvall. Die Långröser von Gävleborgs län treten zu 50 % paarweise auf. Die größte ist etwa 45,0 Meter lang und 12,0 Meter breit. Die kleinste ist etwa 5,0 Meter lang. 75 % sind Nordost-Südwest orientiert. Långrösen wurden nicht untersucht, aber sie stammen wahrscheinlich (wie die runden Exemplare) aus der Bronzezeit. In Långrösen finden sich oft eine oder mehrere Gruben und manchmal auch Steinkisten. Der größte Teil hat eine Randeinfassung aus Trockenmauerwerk. In einigen Fällen gibt es Bautasteine an einer der Kurzseiten. 
Die Schiffssetzungen sind weniger zahlreich. Von den sieben aufgeführten sind einige schiffsförmige (schwedisch skeppsformiga stensättningarna) Rösen, wie sie auf dem Gräberfeld von Orraryd in Småland besonders häufig sind. Sie liegen mit 7 bis 14 Meter Länge und 2,5 bis 5,0 Metern Breite innerhalb des unteren Spektrums schwedischer Schiffssetzungen.
Südlich von Högarna, in der Gemeinde Hundiksvall gibt zwei größere Schiffssetzungen. Sie haben die RAÄ-Nr. Rogsta 31:1 und 35:1. Die eine befindet sich auf dem Gräberfeld Högarna, die zweite auf dem Gräberfeld Reshögarna. Die ältesten Schiffssetzungen Skandinaviens befinden sich meist in der Nähe von Hügeln oder Rösen. Während der jüngeren Bronzezeit entfernen sie sich weiter und werden zu eigenständigen Denkmälern.
Neben dem Schiff auf dem Gräberfeld Högarnaliegen acht größere Steinrösen, zwei weitere Langrösen und ein paar kleinere Bautasteine. Das Schiff ist etwa 14,0 Meter lang und 4,0 Meter breit. Es liegt südwestlich der größten Röse. Bei dieser häufigen Konstellation liegen die Schiffe oft südlich der Röse.
Das zweite Schiff befindet sich auf dem Gräberfeld Reshögarna. Es ist auch etwa 14,0 Meter lang und 5,0 Meter breit. Interessant ist, dass es an den Enden und in der Mitte Bautasteine hat. Bautasteine an den Enden, so genannte Stevensteine, sind bei dieser Monumentart üblich. Zentrale Steine sind dagegen selten und wurden vor allem auf Gotland und im Baltikum gefunden.

## Bevölkerung
Der Anteil an der Gesamtbevölkerung Schwedens beträgt 3 %.

## Gemeinden und Orte

### Gemeinden
Gävleborgs län besteht aus zehn Gemeinden (schwedisch: kommuner).
| Gemeinde   | Einwohner |
| ---------- | --------- |
| Bollnäs    | 026.243   |
| Gävle      | 103.838   |
| Hofors     | 009.281   |
| Hudiksvall | 037.528   |
| Ljusdal    | 018.445   |
| Nordanstig | 009.262   |
| Ockelbo    | 005.715   |
| Ovanåker   | 011.341   |
| Sandviken  | 038.360   |
| Söderhamn  | 024.545   |

(Stand: 31. Dezember 2024)

### Größte Orte
- Gävle (71.033)
- Sandviken (22.965)
- Hudiksvall (15.015)
- Bollnäs (12.842)
- Söderhamn (11.761)

(Einwohner, Stand 31. Dezember 2010)

## Wappen
Im gevierten Wappen ist im ersten und vierten Feld in Silber ein laufender roter goldbehufter Elch mit goldenem Geweih von gestreuten blauen Kugeln begleitet und in den Felder zwei und drei in Schwarz eine aufgerichtete rotbewehrte und so gezungte goldene Ziege.
Symbol: Das Wappen Gävleborgs setzt sich aus den Wappen der Landschaften Gästrikland und Hälsingland zusammen: der Elch für Gästrikland und die Ziege für Hälsingland.